# Gsteig
Gsteig (toponimo tedesco, informalmente Gsteig bei Gstaad; in francese Châtelet, desueto) è un comune svizzero di 978 abitanti del Canton Berna, nella regione dell'Oberland (circondario di Obersimmental-Saanen).

## Monumenti e luoghi d'interesse

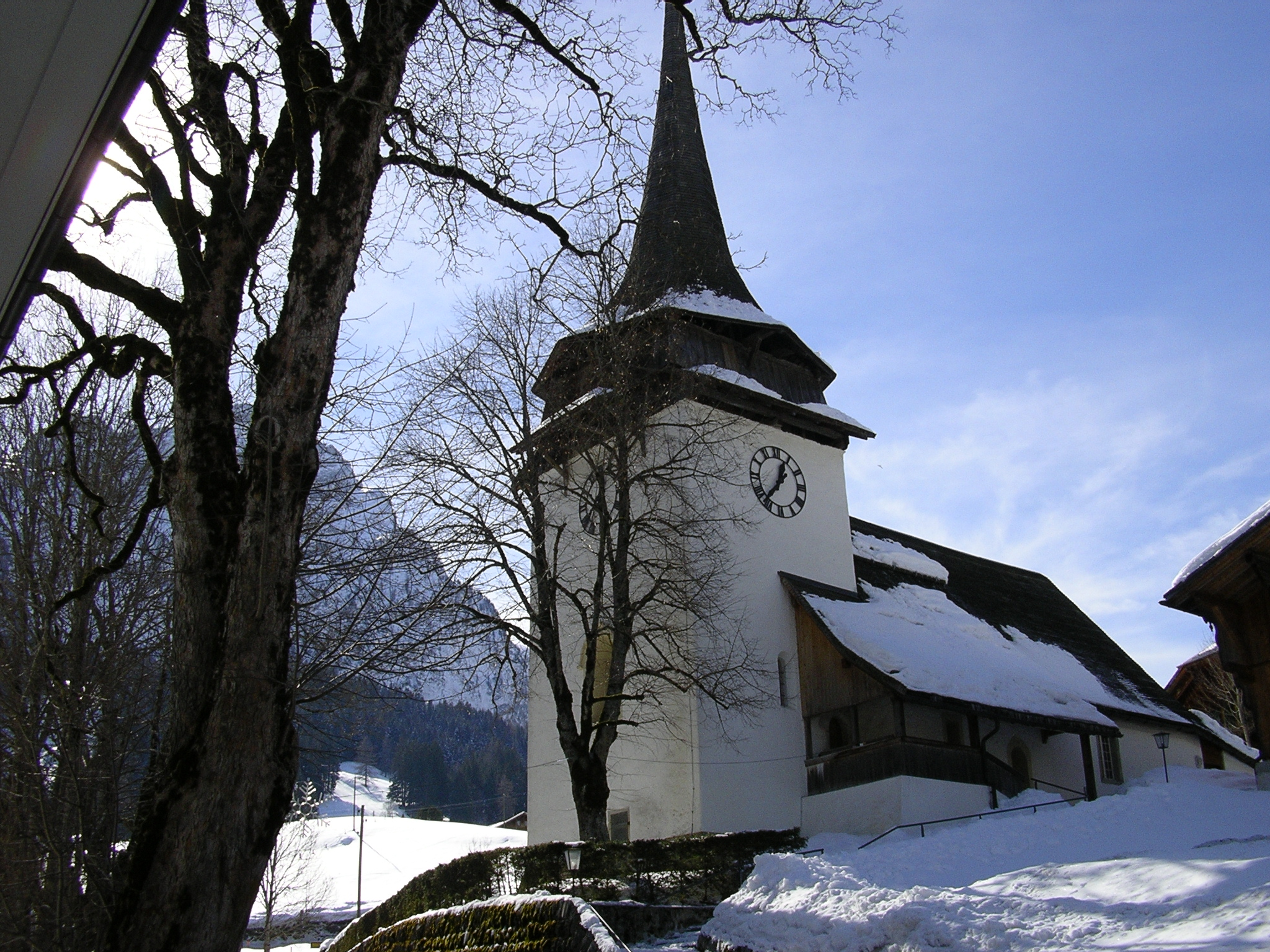
La chiesa riformata

- Chiesa riformata (già di San Teodulo), eretta nel 1453[2].

## Società

### Evoluzione demografica
L'evoluzione demografica è riportata nella seguente tabella:
Abitanti censiti

## Economia
Gsteig è una località turistica, sviluppatasi a partire dal 1900; stazione sciistica, è collegata da una funivia a Les Diablerets.

## Amministrazione
Ogni famiglia originaria del luogo fa parte del cosiddetto comune patriziale e ha la responsabilità della manutenzione di ogni bene ricadente all'interno dei confini del comune.

## Sport
Gsteig ha ospitato i Campionati svizzeri di sci nordico 2008.